# Hoplia digitifera
Hoplia digitifera är en skalbaggsart som beskrevs av Henri de Peyerimhoff 1939. Hoplia digitifera ingår i släktet Hoplia och familjen Melolonthidae. Inga underarter finns listade i Catalogue of Life.